# Обробка відходів
Обробка відходів стосується діяльності, необхідної для забезпечення найменшого можливого впливу відходів на навколишнє середовище. У багатьох країнах різні форми обробки відходів вимагаються законом.

## Переробка твердих побутових відходів
Переробка твердих відходів є ключовим компонентом управління відходами. Різні форми обробки твердих відходів класифікуються в ієрархії відходів.

## Очищення стічних вод

### Очищення сільськогосподарських стічних вод
Очищення сільськогосподарських стічних вод — очищення та утилізація рідких відходів тваринництва, залишків пестицидів тощо з сільського господарства.

### Очищення промислових стічних вод
Очищення промислових стічних вод — очищення вологих відходів заводів, шахт, електростанцій та інших комерційних об'єктів.

### Очищення стічних вод
Очищення стічних вод — це обробка та утилізація відходів людської діяльності. Стічні води утворюються всіма людськими спільнотами. Лікування в урбанізованих районах зазвичай здійснюється централізованими очисними системами. Альтернативні системи можуть використовувати процеси компостування або процеси, які відокремлюють тверді матеріали шляхом осідання, а потім перетворюють розчинні забруднюючі речовини в біологічний осад і такі гази, як вуглекислий газ або метан.

## Переробка радіоактивних відходів
Оброблення радіоактивних відходів — обробка та зберігання радіоактивних відходів.